# Wu Wenjun
Wu Wenjun (chinês tradicional: 吳文俊, chinês simplificado: 吴文俊, pinyin: Wú Wénjùn, Wade–Giles: Wu Wen-Tsün; Xangai, 12 de maio de 1919 – Pequim, 7 de maio de 2017) foi um matemático chinês.
Foi palestrante convidado do Congresso Internacional de Matemáticos em Berkeley (1986: Recent studies of the history of chinese mathematics).

## Publicações
- Wen-Tsun, Wu:Rational Homotopy Type: A Constructive Study Via the Theory of the I*-Measure ISBN 0-387-13611-8
- Wen-tsun, Wu & Min-de, Cheng, Chinese Mathematics into the 21st Century
- Wen-tsun, Wu, A Theory of Imbedding Immersion and Isotopy of Polytopes in a Euclidean Space
- Wen-tsun, Wu,Mechanical Theorem Proving in Geometries. ISBN 3211825061
- Wen-Tsun, Wu; Georges Reeb: Sur Les Espaces Fibres Et Les Varietes Feuilletees
- Selected Works of Wen-Tsun Wu ISBN 9789812791078
- Wen-tsun, Wu: Mathematics Mechanization: Mechanical Geometry Theorem-Proving, Mechanical Geometry Problem-Solving and Polynomial Equations-Solving ISBN 0-7923-5835-X
- Wen-Tsun, Wu, and Hu Guo-Ding, Eds., Computer Mathematics ISBN 9810215282